# Морис Сарај
Морис-Пол-Емануел Сарај (фр. Maurice-Paul-Emmanuel Sarrail; 6. април 1856 — 23. март 1929) био је француски генерал из Првог светског рата. Сарајеве отворене социјалистичке политичке везе чине га ретким међу међу католицима, конзервативцима и монархистима, који су доминирали официрским кором француске војске у оквиру треће Републике и пре рата, и били су главни разлог, зашто је он био именован на команду у Солуну.
Одликован је Краљевским орденом Карађорђеве звезде и Краљевским орденом Белог орла.